# استان وینتیان
استان وینتیان (به لاتین: Vientiane Province) یک استان در لائوس است که در مرکز این کشور واقع شده‌است.

## خصوصیات
استان وینتیان ۱۵٬۹۲۷ کیلومترمربع مساحت و ۳۸۸٬۸۳۳ نفر جمعیت دارد.

## نگارخانه

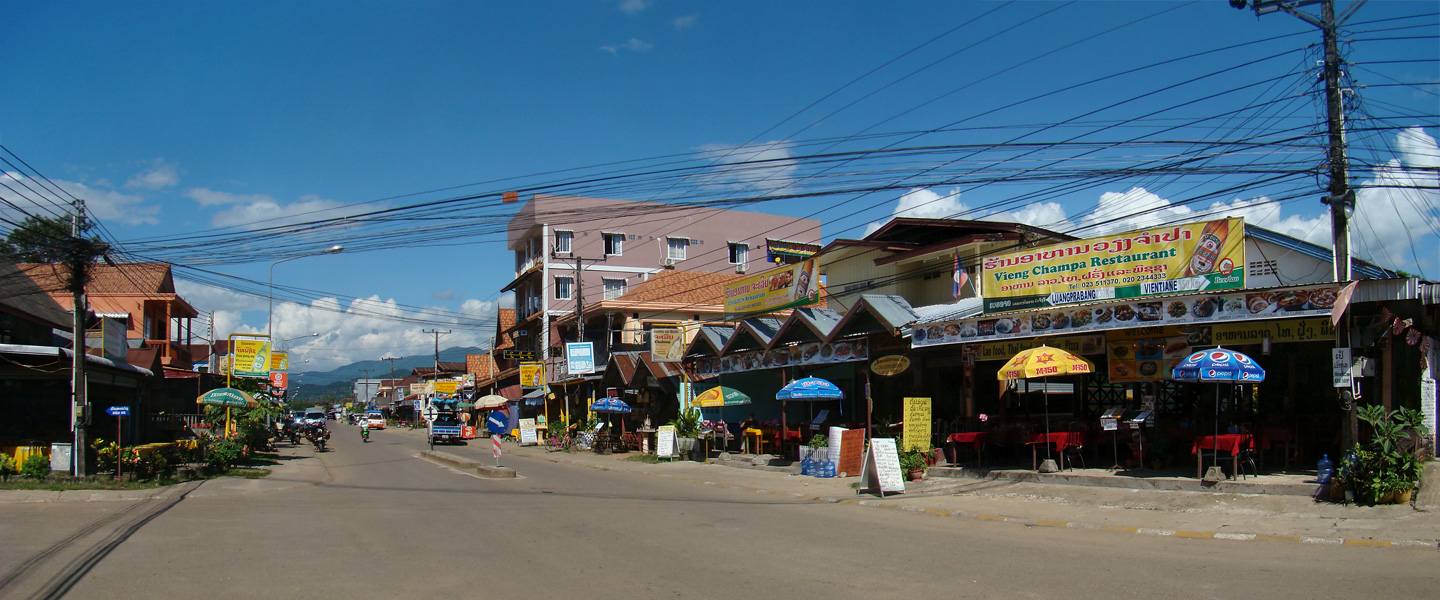
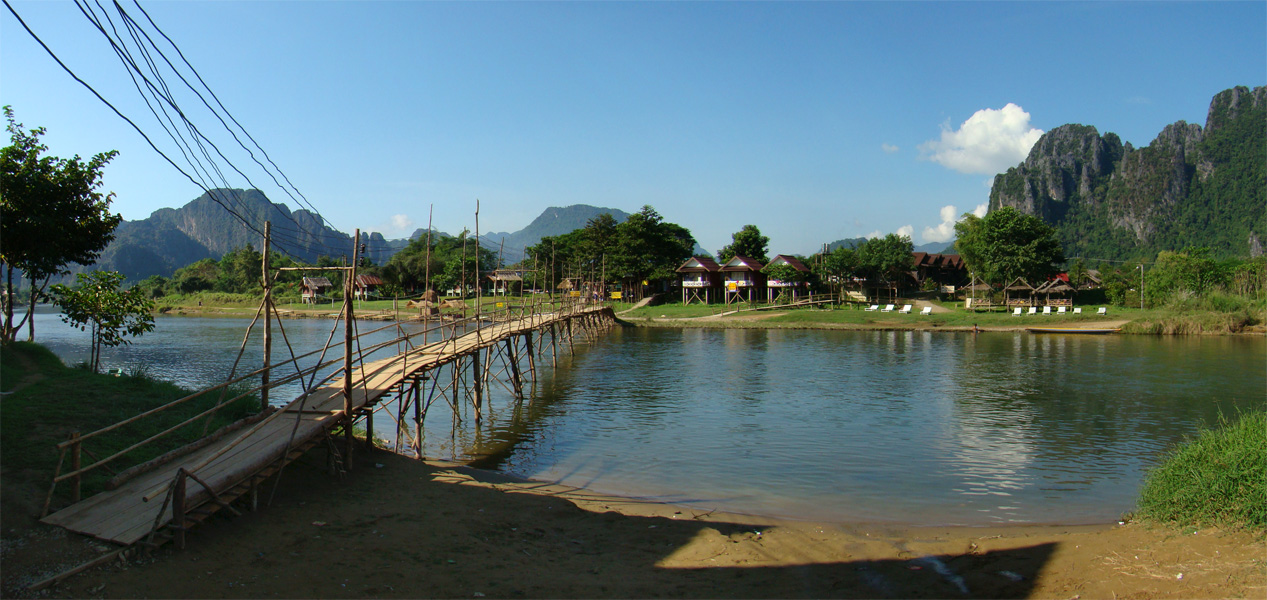
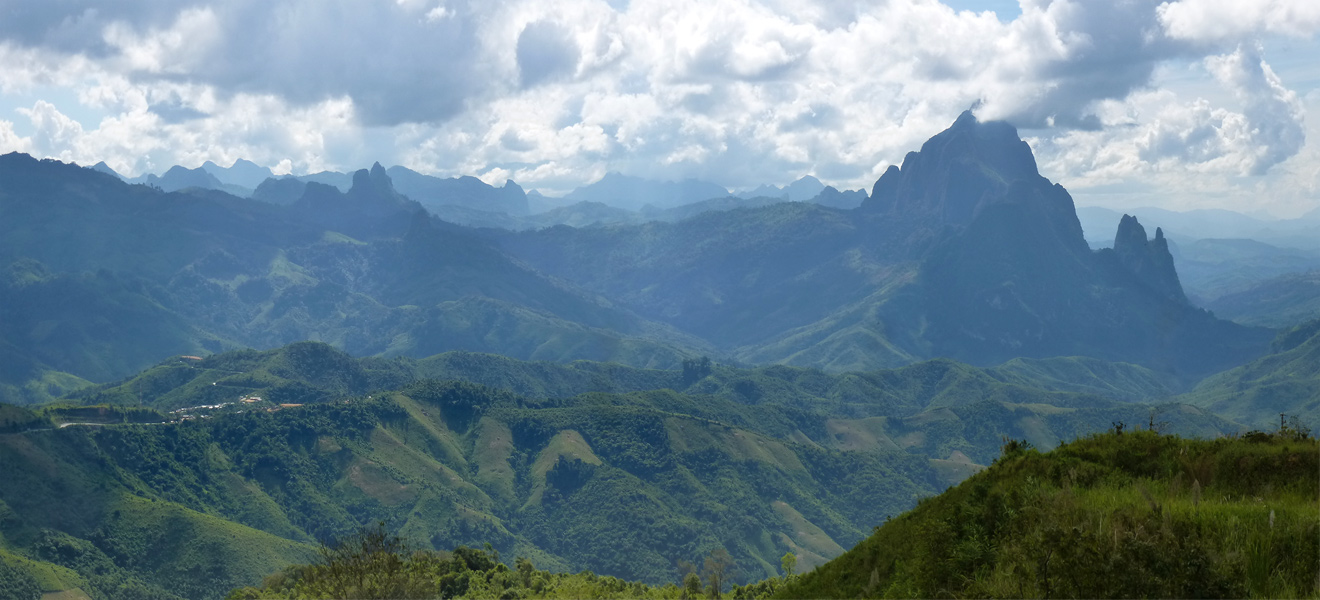
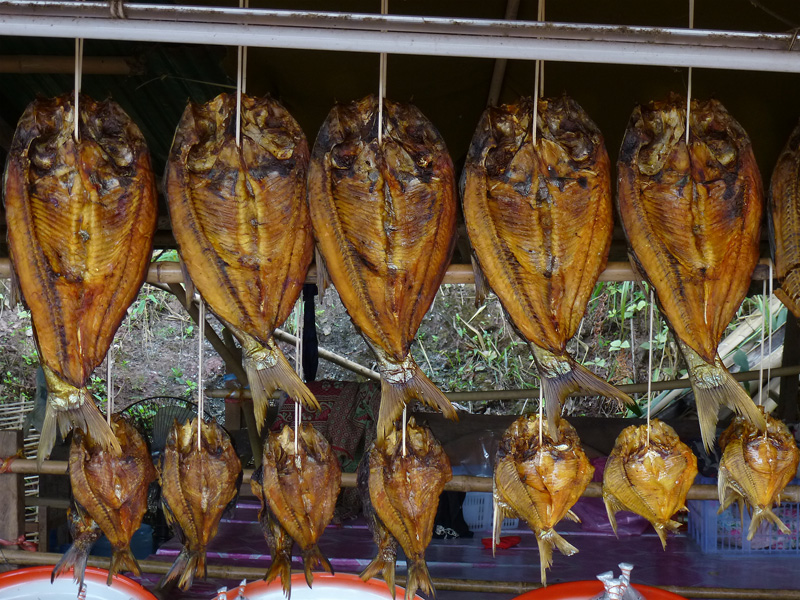